# دونالد شاوپ
دونالد کوران شاوپ (به انگلیسی: Donald Curran Shoup؛ ۲۴ اوت ۱۹۳۸ – ۶ فوریهٔ ۲۰۲۵) مهندس و نویسندهٔ آمریکایی‌ بود. وی، استاد پژوهشی برنامه‌ریزی شهری در دانشگاه کالیفرنیا، لس‌آنجلس نیز بود. وی در سال ۲۰۰۵ کتابی منتشر کرد و در آن کتاب، پیامدهای منفی الزامات پارکینگ خارج از خیابان را بررسی کرد.
در سال ۲۰۱۵، انجمن برنامه‌ریزی ایالات متحده آمریکا به شاوپ، «جایزهٔ برتر برنامه‌ریزی ملی برای یک پیشگام برنامه‌ریزی» را اعطا کرد.

## زندگی‌ شخصی
شاوپ، همراه با همسرش پَت، در لس آنجلس، کالیفرنیا، ایالات متحده آمریکا زندگی می‌کرد.

## درگذشت
شاوپ، در ۶ فوریهٔ ۲۰۲۵، بر اثر سکته در سن ۸۶ سالگی درگذشت.